# Paul Permeke
 (avril 2025).
 (avril 2025).
 (février 2016).
Si vous disposez d'ouvrages ou d'articles de référence ou si vous connaissez des sites web de qualité traitant du thème abordé ici, merci de compléter l'article en donnant les références utiles à sa vérifiabilité et en les liant à la section « Notes et références ».
Pour les articles homonymes, voir Permeke.
Paul Permeke, né à Sidford (en) (Devon, Angleterre) le 20 octobre 1918, et mort à Bruges (Belgique) le 11 mai 1990, est un peintre anglo-belge. 

## Biographie
Paul Permeke est issu d'une famille d'artistes. Il est le fils du peintre Constant Permeke et de Marie Delaere, qui était restée en tant que réfugiée de guerre à Sidford, et le petit-fils du peintre Henri Permeke. Il est également le neveu du photographe d'art Maurice Antony (nl), dont la famille de Constant Permeke (ainsi que Paul Permeke) a été plusieurs fois photographiée pendant la période de l'entre-deux-guerres. Il était aussi le neveu d'Emiel Veranneman, critique d'art et designer de meubles. Paul Permeke a eu trois enfants, Mark, Cathy et Paul Permeke fils, ce dernier étant également peintre. Son frère, John Permeke (mort en 1993) est lui-même établi comme un peintre, et son fils, James Permeke, dit Joopie (né en 1938), est un sculpteur.
Pendant son enfance, Paul Permeke vécut brièvement en Angleterre. Dès 1919, ses parents s'établirent à Ostende, où ils vécurent d'abord à plusieurs adresses avant de se fixer dans leur maison de Jabbeke, construite en 1929-1930, et comprenant un atelier (devenu le musée provincial Constant Permeke (nl) en 1959).
Permeke est autodidacte. Après des désaccords avec son père sur son avenir et sa formation artistique, il quitte le domicile parental en 1934. Il vit quelque temps à Lausanne et rentre finalement en Belgique, où il forme pendant un an à Dudzele, avec deux autres artistes, Rik Slabbinck et Luc Peire, une communauté d'artiste du nom de « Het Luizengevecht ». En 1937, il déménage à Snellegem près de Jabbeke. Pendant la Seconde Guerre mondiale, il est emprisonné en Allemagne du fait de sa nationalité anglaise. Dans les années 1950, il séjourne en Espagne, au Portugal, à Paris et dans le sud de la France. Il revient vivre à Westkapelle en 1960.

## Œuvres et style
Permeke est un peintre figuratif dont le travail a été influencé par l'expressionnisme, avec des caractéristiques venant de James Ensor, de Marc Chagall et de Bernard Buffet. Il peint avec une palette sombre des scènes populaires : des villes et des villages, des scènes rurales, des artistes de cirque et de variétés, des scènes fantastiques, le carnaval et des scènes de plage et des paysages. Ses séjours dans les pays du sud ont par la suite éclairci sa palette.

## Expositions
- 1945 : Bruxelles ;
- 1978 : rétrospective à Bruges, galerie ’t Leerhuys ;
- 1982 : Ostende, Ostend Antiques Market ;
- 1991 : Anvers, Permeke-Motors ;
- 2016 : Mechelen, Maison Maurus Moreels ;
- Expositions quasiment chaque année à Damme.

## Œuvres dans les collections publiques
- Anvers, musée royal des beaux-arts ;
- Ostende, musée d'art à la mer.